# Cirrochroa ortopia
Cirrochroa ortopia är en fjärilsart som beskrevs av Hans Fruhstorfer 1912. Cirrochroa ortopia ingår i släktet Cirrochroa och familjen praktfjärilar. Inga underarter finns listade i Catalogue of Life.